# Stepowa Dołyna
Stepowa Dołyna (ukr. Степова Долина) – osiedle na Ukrainie, w obwodzie mikołajowskim, w rejonie mikołajowskim, w hromadzie Hałycynowe. W 2001 liczyło 193 mieszkańców.